# たぬきころ
たぬきころとは、名古屋発祥のころうどんの一種である。「たぬききしめん」とも言われる。

## 概要
冷たいうどんに冷えたダシの利いたつゆをかけ、たぬきうどん風に揚げ玉を乗せ、鶏肉を入れる。「たぬきうどん」の具として鶏肉が定番なのは、名古屋独特の食文化である。